# Чибса, Юссиф
Юссиф Альхассан Чибса (англ. Yussif Alhassan Chibsah; 30 декабря 1983, Аккра, Гана) — ганский футболист, полузащитник клуба «Юнгшиле». Участник летних Олимпийских игр 2004 года.

## Биография
Юссиф Чибса родился 30 декабря 1983 года в ганском городе Аккра.

### Клубная карьера
Начал профессиональную карьеру в 2000 году в клубе чемпионата Ганы — «Кинг Фейсал Бэйбс». С 2003 года по 2005 год являлся игроком «Асанте Котоко». В сезоне 2006/07 являлся игроком «Хапоэля» из города Нацрат-Иллит, который выступал во втором дивизионе Израиля. В начале 2008 года подписал контракт со шведским «Ефле», где на протяжении четырёх сезонов являлся основным игроком и провёл в чемпионате Швеции 104 матча, забив 5 голов, в Лиге Европы он провёл 3 игры.
В январе 2012 года Чибса подписал контракт с «Юргорденом», проведя в составе команды три сезона и сыграл в чемпионате 57 матчей. В 2013 году он вместе с командой дошёл до финала Кубка Швеции, где «Юргорден» уступил «Гётеборгу» в серии пенальти (1:1 основное время и 1:3 по пенальти). Летом 2014 года стал игроком турецкого «Аланьяспора». За «Аланьяспор» ганец провёл всего 1 матч во Первой лиги Турции. В начале 2015 года вернулся в Швецию, перейдя в команду ГАИС из второго дивизиона. Спустя год присоединился к другому клубу из второго дивизиона — «Юнгшиле». Чибса выступает под 17 номером.

### Карьера в сборной
В августе 2004 году главный тренер олимпийской сборной Ганы Марьяну Баррету вызвал Юссифа на летние Олимпийские игры в Афинах. В команде он получил 17 номер. В своей группе ганцы заняли третье место, уступив Парагваю и Италии, обогнав при этом Японию. Чибса на турнире сыграл во всех трёх.
В составе национальной сборной Ганы выступал с 2003 года по 2009 год, проведя всего 3 игр и забив 1 гол. Свой последний матч за сборную он провёл 31 мая 2009 года в рамках товарищеской игры против Уганды (2:1), Чибса отметился забитым голом.